# 요요기

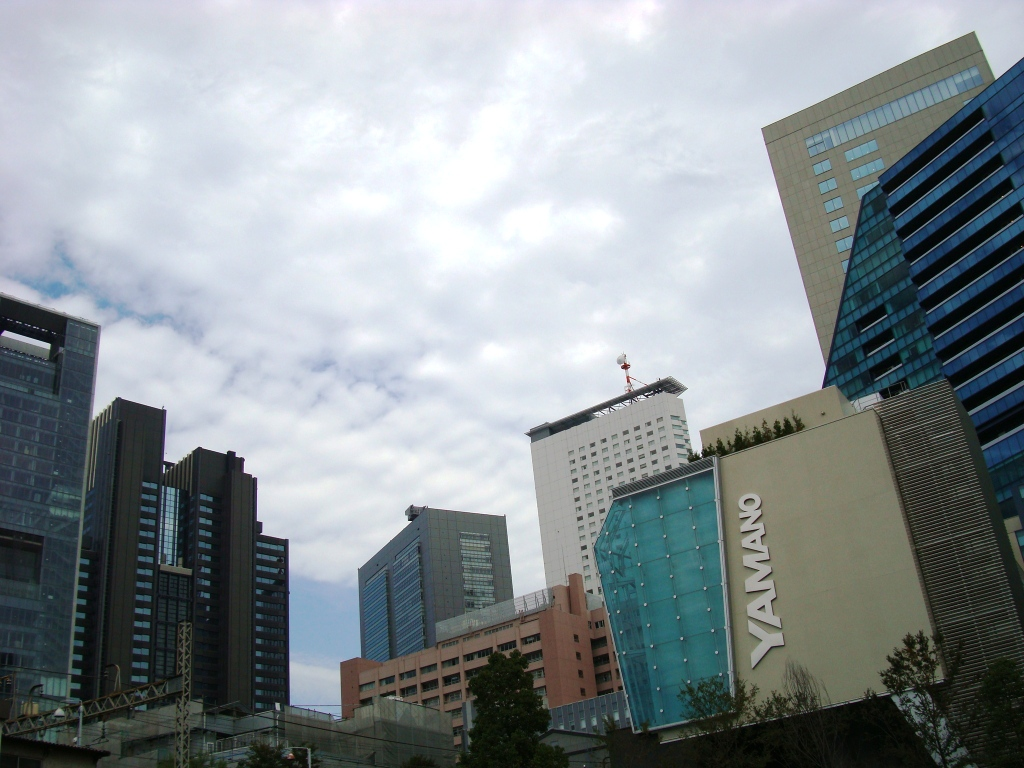
요요기

요요기(일본어: 代々木)는 일본 도쿄도 시부야구의 북부에 있는 구역 이름으로, 인구는 19,994명이다. 또는, 요요기역이나 요요기 공원을 포함한 지역의 범칭 지명으로도 쓰인다. 이 때, 모토요요기 정, 요요기가미조노 정을 포함하며, 요요기우에하라까지 포함하기도 한다. 1889년까지 존재 했던 행정 구역인 요요기무라를 의미하기도 한다. 위치가 시부야와 신주쿠의 중간에 위치해 있고 교통이 편리하며 주변에 메이지 신궁을 비롯한 공원과 녹지가 많기 때문에 도쿄에서 고급 주택단지로 알려져 있다. 재수학원 요요기제미날의 유래이기도 하다.